# Charles Loupot
Charles Loupot (Nizza, 20 luglio 1892 – Les Arcs-sur-Argens, 18 ottobre 1962) è stato un pubblicitario francese.
Assieme a Cassandre, Paul Colin e Jean Carlu (soprannominati "I moschettieri") è stato uno dei più importanti cartellonisti pubblicitari francesi del primo dopoguerra.
Il suo stile è stato influenzato dalle avanguardie degli inizi del Novecento, soprattutto Cubismo, Futurismo e Purismo, ed è riconducibile all'Art déco.

## Biografia
Loupot studia all'École des Beaux-Arts di Lione. Durante la prima guerra mondiale rimane ferito e viene congedato. Raggiunge quindi i propri parenti in Svizzera, a Losanna.
Qui trova un impiego presso la tipografia Wolfensberger di Zurigo, dove apprende l'arte della litografia. I suoi primi manifesti, circa un centinaio, risentono molto dello stile del caposcuola italiano e francese Cappiello e della grafica tedesca dell'epoca.
Nel 1923 è di ritorno in Francia per lavorare presso la tipografia Devambez. Disegna alcune illustrazioni di moda per le riviste femminili Fémina e La Gazette du bon ton, ma soprattutto realizza la serie di manifesti per le automobili Voisin, opera questa che segna l'inizio della stagione più fortunata della sua carriera.
Nel 1924, grazie ai fratelli Damour, pubblicitari, può aprire una "propria" agenzia (Les Belles Affiches). Durante la seconda metà degli anni venti crea con essa alcuni di quelli che resteranno tra i suoi cartelloni più celebri. Ha fra i committenti la Peugeot, la Twinings, la Fiera di Francoforte, e altre importanti aziende di quel tempo. Ritmi di lavoro serrati e dissapori con la direzione lo portano tuttavia ad abbandonare Les Belles Affiches nel 1930.
Sempre a partire dall'anno 1930 partecipa con Cassandre all'effimero progetto di Marcel Moyrand, mercante d'arte: l'Alliance Graphique (il progetto consisteva in linea di massima nel far lavorare i due artisti su un medesimo soggetto, sebbene la maggior parte di tali lavori rimase allo stadio di bozzetto).
Il progetto si dissolve all'indomani dell'improvvisa morte di Moyrant, avvenuta nel 1934.
In questo periodo Loupot aderisce anche all'Union des Artistes Modernes.
È da precisare, tuttavia, che la fine del sodalizio con i Damour e l'inizio di quello con Moyrant non segnò un'interruzione nell'attività di pubblicitario di Loupot. Infatti, durante il periodo dell'Alleanza, egli ha tra i suoi clienti l'Oréal e Valentine. E a partire dal 1936 realizza una nuova serie di manifesti, tra i suoi più noti: quelli per la ditta di liquori Saint-Raphaël.
Con lo scoppio della seconda guerra mondiale si vede costretto a interrompere ogni attività. Riprenderà il proprio lavoro subito dopo, rinnovando la propria collaborazione con la Saint-Raphaël e riuscendo a realizzare ancora alcuni dei suoi cartelloni pubblicitari più importanti.
Charles Loupot muore nel 1962, all'età di 70 anni.

## Principali manifesti
- 1928 - Col Van Heusen
- 1928 - Galeries Barbès
- 1928 - O'Cap
- 1928 - Valentine
- 1930 - Twining
- 1935 - Sérodent
- 1937 - Saint-Raphaël
- 1945 - Saint-Raphaël
- 1959 - Rapha